# Rumæniens store unionsdag
Rumæniens store unionsdag (rumænsk: Ziua Marii Uniri, eller Rumæniens enhedsdag) fejres den 1. december, og er en national helligdag i Rumænien for at fejre foreningen af Transsylvanien, Bessarabien og Bukovina med det Kongeriget Rumænien. Dagen er valgt da den Store nationale forsamling bestående af 1.228 rumænere mødtes i Alba Iulia på denne dag i 1918 og erklærede Transsylvaniens union med Rumænien. Derudover deltog 100.000 fra alle dele af de forenede lande på dagen. 
Datoen sattes efter den Rumænske revolution i 1989, og fejres til minde om Transsylvaniens forening med Rumænien 1918, men også at Bessarabien og Bukovina samme år indlemmedes i det Kongeriget Rumænien. 
Inden 1918 fejredes den 10. maj af to årsager: dels var det dagen da Carol I første gang satte sin fod på rumænsk jord (i 1866), dels var det dagen da fyrsten godkendte Rumæniens selvstændighedserklæring fra Det Osmanniske Rige i 1877.
Under kommunisttiden markerede man i stedet den 23. august til minde om, at marskal Ion Antonescus pro-fascistiske regering blev afsat i 1944.